# Riohacha
Riohacha liegt in Kolumbien und ist die Hauptstadt und eine Gemeinde (municipio) des nördlichsten kolumbianischen Departamento La Guajira; sie liegt in der Región Caribe.

## Geographie
Riohacha liegt direkt an der kolumbianischen Karibikküste. Die Gemeinde grenzt im Osten an Albania, Manaure und Maicao, im Westen an Dibulla und im Süden an Hatonuevo, Barrancas, Fonseca, Distracción und San Juan del Cesar.

## Bevölkerung
Die Gemeinde Riohacha hat 295.984 Einwohner, von denen 252.428 im städtischen Teil (cabecera municipal) der Gemeinde leben (Stand: 2019).

## Geschichte
Die Stadt wurde 1536 gegründet und 1544 zur Hauptstadt der Provinz innerhalb des Vizekönigreiches Neugranada erhoben. Die Theorie, dass die Stadt von Nikolaus Federmann gegründet wurde, wurde von Historikern überprüft und verworfen, da Federmann den Ort, an dem Riohacha liegt, nie erreicht hatte.
Seit 1952 ist die Stadt Sitz des römisch-katholischen Bistums Riohacha.

## Wirtschaft
Riohacha liegt unmittelbar am Meer. Die Fischerei bildet eine der wichtigsten Einnahmequellen der regionalen Wirtschaft. Der Küste vorgelagert gibt es submarine Erdgasvorkommen; daher besitzt der Hafen seit einigen Jahren ein Erdgasterminal. Ein weiterer Wirtschaftsfaktor ergibt sich ebenfalls aus der geographischen Lage der Stadt: Die Nähe zur venezolanischen Grenze sorgt für einen lebhaften, teilweise auch illegalen Import- und Exportverkehr auf dem Landweg über die Grenzstadt Maicao.

## Tourismus

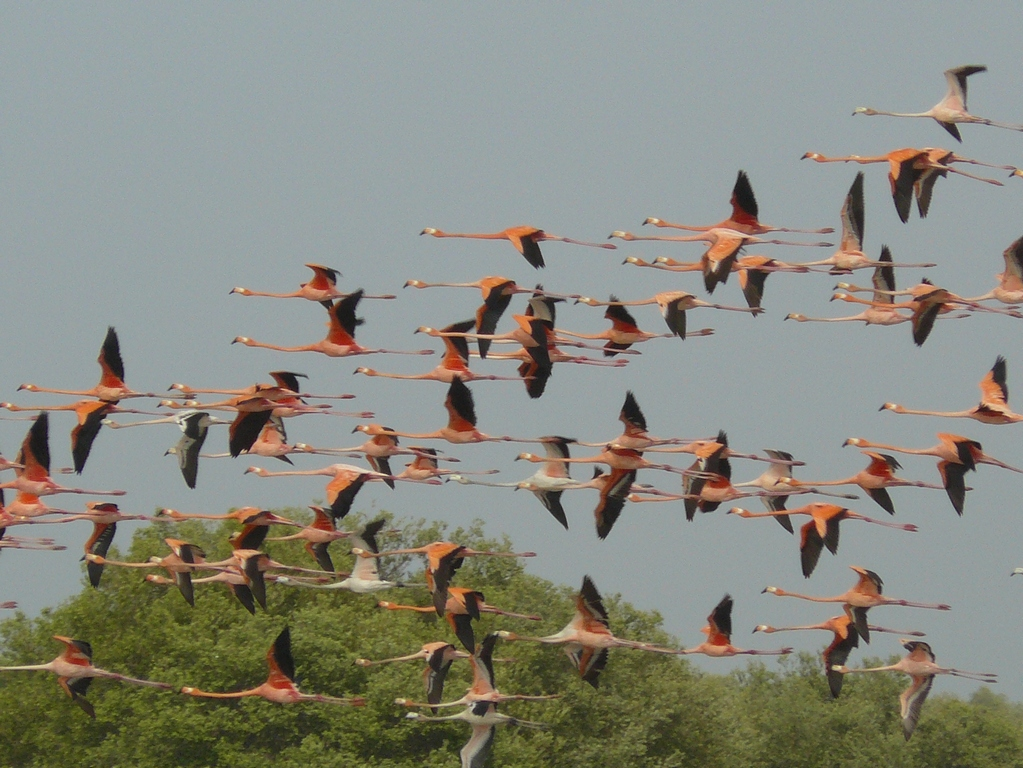
Flamingos im Santuario de Fauna y Flora los Flamencos

Auf dem Gebiet der Gemeinde Riohacha befindet sich der Naturpark Santuario de Fauna y Flora los Flamencos, der geprägt ist durch zwei große Lagunen, Mangrovengebiete und Trockenwälder, und welcher bekannt ist für die in ihm vorkommenden Kubaflamingos.

## Persönlichkeiten
- Carolina Tabares (* 1986), Langstreckenläuferin